# Емілс Зілбертс
Емілс Зілбертс (латис. Emīls Zilberts; *25 травня 1980, Рига) — барабанщик і кларнетист латвійської рок-групи Autobuss Debesis (Bus in the Sky) (Autobuss Debesīs), автор багатьох текстів і музики, композитор. Керівник музичної частини Валміерського драматичного театру.

## Біографія
У 1998 році спільно з колишнім товаришем по школі — Мартсом Крістіансом Калниньшом створив свій музичний колектив — групу Autobuss Debesīs (Bus in the Sky).
З 1985 року навчався в Латвійській музичної академії імені Язепа Вітола (латис. Jāzepa Vītola Latvijas Mūzikas akadēmija).
У 1998 році став барабанщиком і кларнетистом групи Autobuss Debesis (Bus in the Sky). Як соліст виступав з Латвійським національним симфонічним оркестром (1995, 1998), як музикант різних камерних ансамблів і оркестрів виступав у США, Франції, Чехії, Німеччини, Австрії, Польщі. Отримував призи на багатьох міжнародних конкурсах.
З 2000 року працює в Валміерському драматичному театрі (латис. Valmieras Drāmas Teātris), пише музику до різних вистав. У 2005 році стає керівником музичної частини театру.
За музику в спектаклях сезону 2005-2006 роках отримав нагороду щорічної премії в номінації «Краща музика драматичного спектаклю».
У 2006-2007 роках отримав нагороду «Автор театральної музики року».

## Особисте життя
Дружина — Кристіне Зілберте, подружжя має двох дітей.

## Творчість
- Виступив як один з авторів альбому групи Autobuss Debesis (Bus in the Sky) — «Taureņiēm, kaijām un sparēm».

### Авторська музика до документальних фільмів
- «П'ятий Гамлет», творче об'єднання «Номади», реж. K.Буране і M.Ейхе (2009)
- «Александр» студія «ЕХО», реж. Я. Вінгріс (2006)